# المتحف العمومي الوطني للفن والتاريخ لمدينة تلمسان
المتحف العمومي الوطني للفن و التاريخ لمدينة تلمسانمن أهم المعالم التاريخية بمدينة تلمسان و طريقة العرض المستخدمة في المتحف تشبه إلى حد كبير تلك التي تم اتباعها في متحف الحربية في تقسيم بتركيا

## الموقع
يقع المتحف العمومي الوطني للفن والتاريخ لمدينة تلمسان وسط مدينة تلمسان وقد حظي هذا الموقع بأهمية كبيرة عبر العصور، فقد كان جزءا من المدرسة التي بناها السلطان الزياني أبو تاشفين.
718هـ -737هـ / 1318-1337م والتي عرفت بالمدرسة الجديدة أو المدرسة التاشفينية و التي كانت تحفة معمارية رائعة، فقد أراد لها السلطان أن تكون بمقام جامع القرويين بفاس والقيروان بتونس، لكن أتت عليها الآلة الاستعمارية حيث قامت الإدارة الاستعمارية بهدم المدرسة التاشفينية و بناء دار البلدية وساحة عمومية سنة 1875 م في إطار التهيئة العمرانية الجديدة التي دمرت واحدا من أهم المعالم الأثرية في العالم الإسلامي.

## تأسيس
بموجب المرسوم التنفيذي رقم 12-196 المؤرخ في 03 جمادى الثانية عام 1433 هـ الموافق ل 25 أبريل
سنة 2012م تم إنشاء المتحف العمومي الوطني للفن والتاريخ لمدينة تلمسان.

## محتويات
- النماذج الحجرية المصغّرة للعديد من معالم المدينة[5]
- ومقبض بوابة زيانية،
- بعض آثار العهد الزياني،
- الإضافة إلى شواهد القبور.

## وصلة خارجية
- المتحف العمومي الوطني للفن و التاريخ لمدينة تلمسان